# کلیسای سنت دوناتوس
کلیسای سنت دوناتوس (انگلیسی: Church of St Donatus) یک کلیسا کاتولیک در زادار، کرواسی است.
این کلیسا که در سال قرن ۹ میلادی ساخته شده، دارای گنبدی به ارتفاع ۲۷ متر است.

## نگارخانه

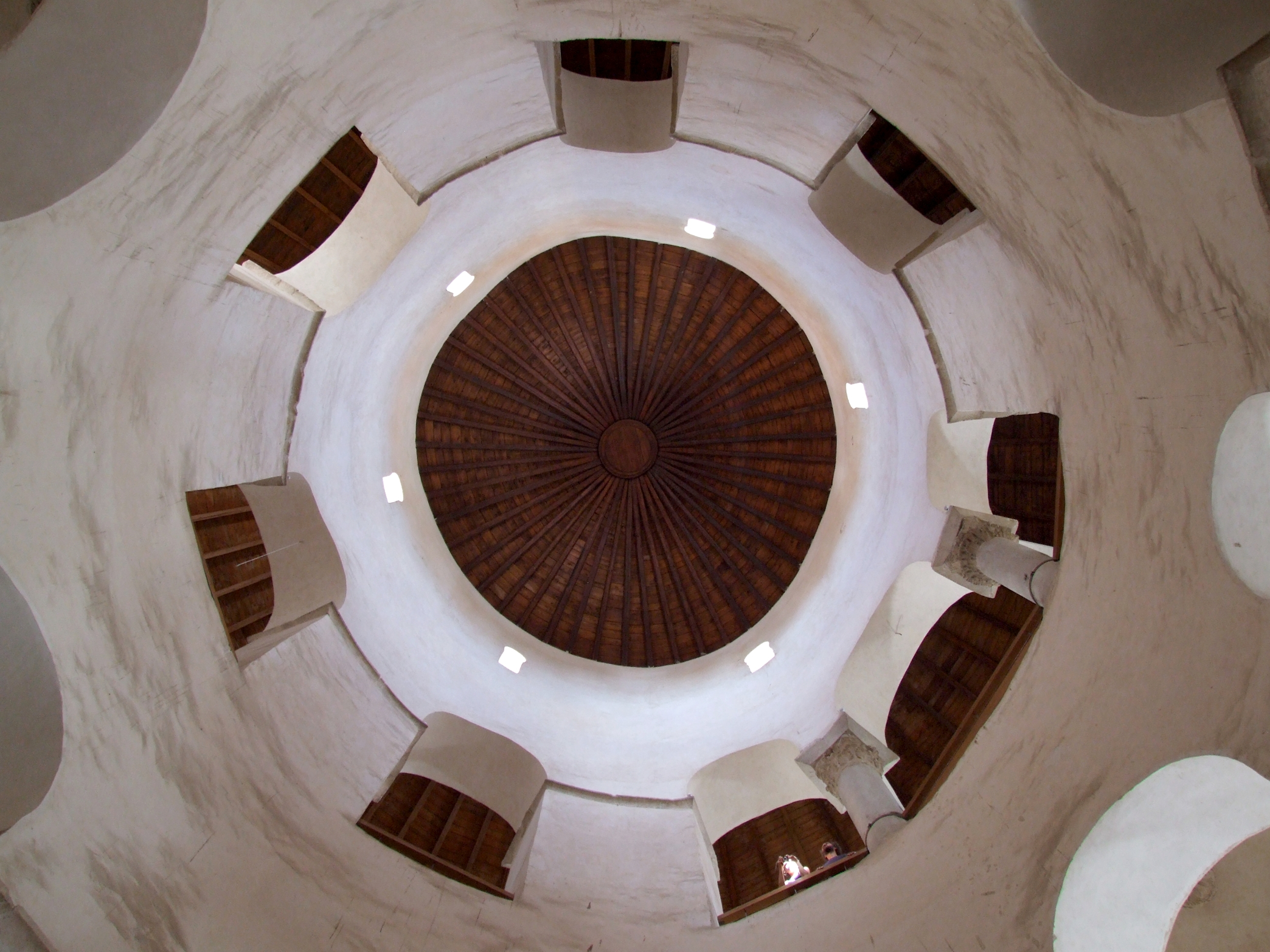
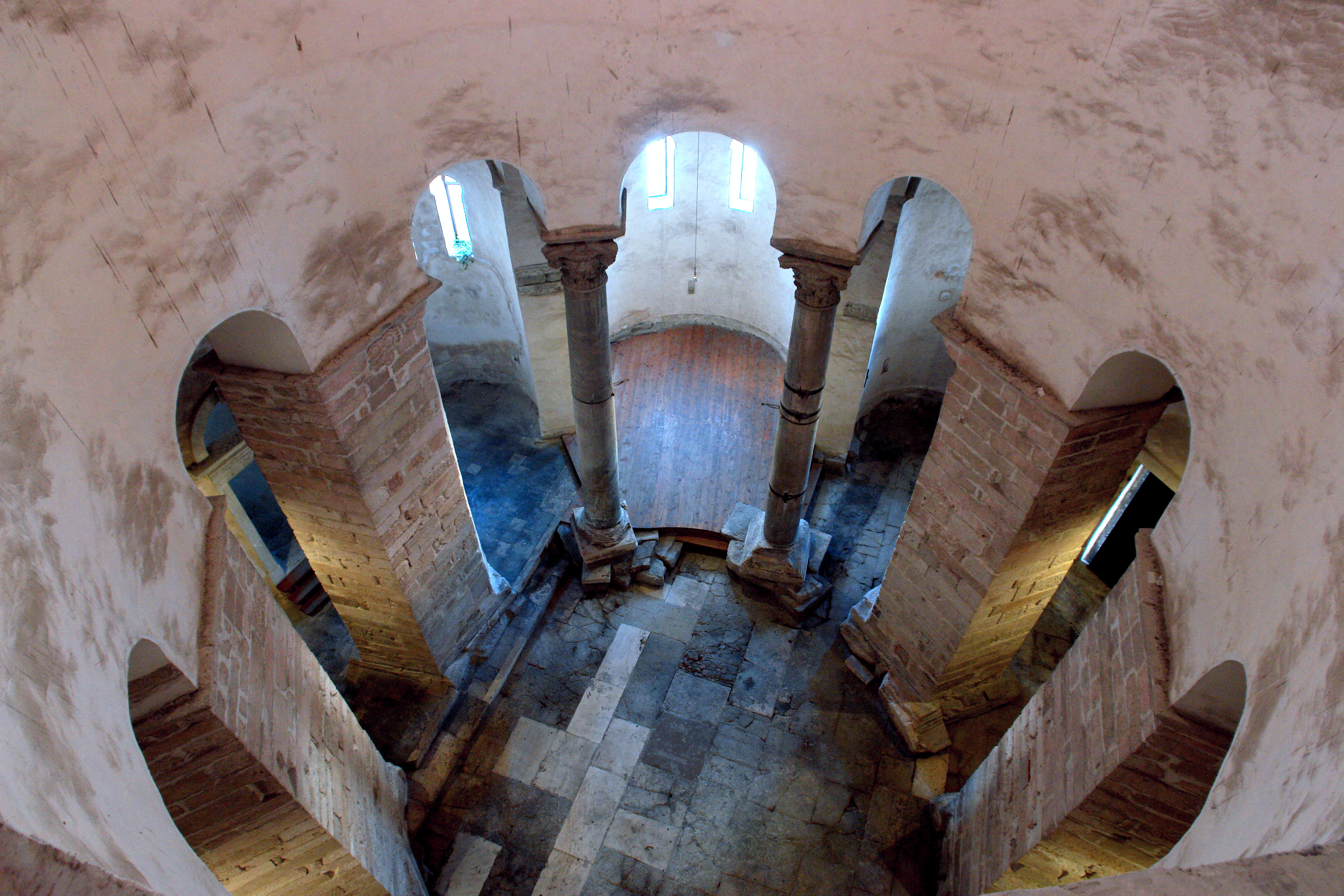
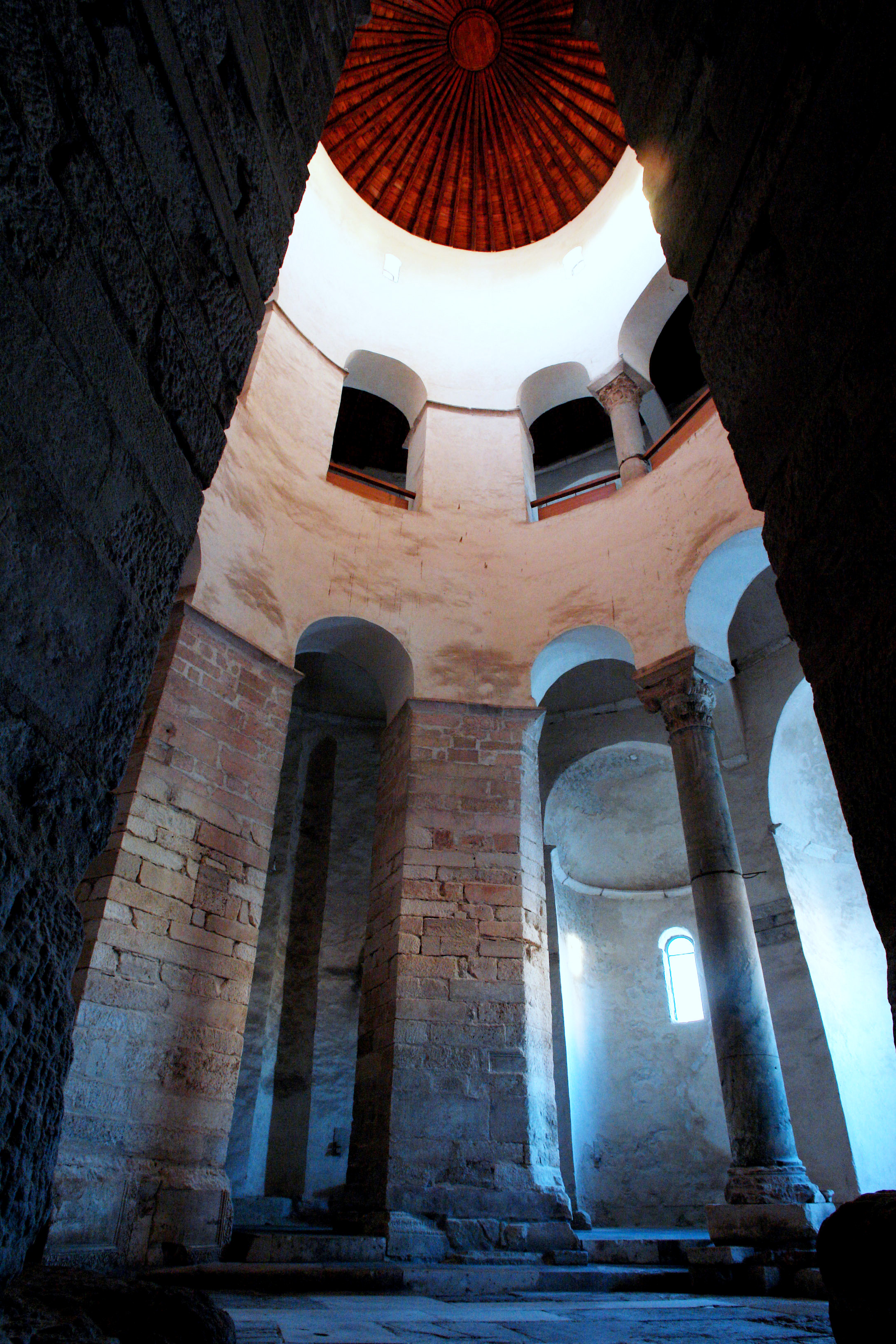
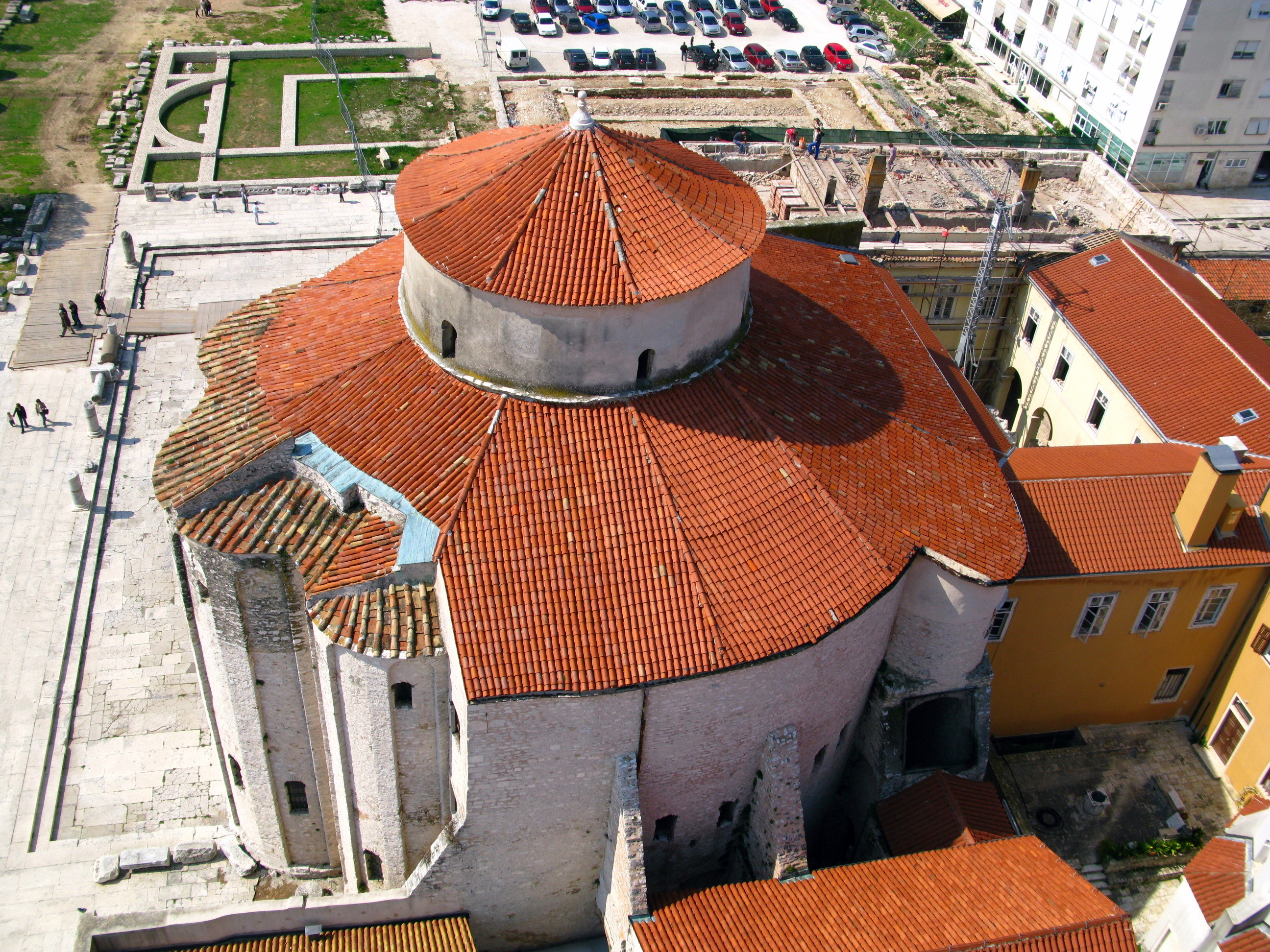